# Штолберг (Ерцгебирге)
Штолберг (њем. Stollberg/Erzgeb.) град је у њемачкој савезној држави Саксонија. Једно је од 69 општинских средишта округа Ерцгебирге. Према процјени из 2010. у граду је живјело 12.062 становника. Посједује регионалну шифру (AGS) 14521590.

## Географски и демографски подаци
Штолберг се налази у савезној држави Саксонија у округу Ерцгебирге. Град се налази на надморској висини од 464 метра. Површина општине износи 38,8 km². У самом граду је, према процјени из 2010. године, живјело 12.062 становника. Просјечна густина становништва износи 311 становника/km².

## Међународна сарадња
| Мјесто | Држава    | Врста сарадње | Од    |
| ------ | --------- | ------------- | ----- |
|        | Француска | партнерство   | 1961. |
| Тамаши | Мађарска  | партнерство   | 1996. |
| Извор  |           |               |       |